# Савез комуниста Косова
Савез комуниста Косова (алб. Lidhja e Komunistëve të Kosovës, скраћено СКК и LKK) био је покрајинска организација Савеза комуниста Србије (СКС) и Савеза комуниста Југославије (СКЈ), која је од новембра 1944. до октобра 1990. била владајућа политичка организација у Аутономној Косовско-метохијској области и Социјалистичкој Аутономној Покрајини Косово.
Званично је настао 15. новембра 1968. од дотадашњег Покрајинског комитета Савеза комуниста Србије за Косово и Метохију, који је формиран јула 1937. као Обласни комитет КПЈ за Косово и Метохију. Након формирања Комунистичке партије Србије, маја 1945. Обласни комитет је ушао у њен састав, а јуна 1965. подигнут је на ниво Покрајинског комитета. Иако је био покрајинска организација, почетком 1970-их, заједно са Савезом комуниста Војводине, почео је да се развија у засебну организацију, која је постала независна од Савеза комуниста Србије. Таква ситуација доводила је до честих сукоба између руководстава СК Косова и СК Србије, посебно 1980-их током албанских немира на Косову. Покрајинско руководство СК Косова смењено је новембра 1988, за време „антибирократске револуције”, чиме је руководство СК Србије поново успоставило пуну контролу над овом покрајинском организацијом, што је довело до продубљивања кризе и стварања нових етничких сукоба на Косову и Метохији, који су кулминирали током 1990-их година.
Престао је да постоји 12. октобра 1990, када је одржана Прва конференција покрајинске организације СПС за Косово и Метохију, на којој је дошло до уједињења Савеза комуниста Косова и Социјалистичког савеза радног народа Косова, с обзиром да се јула исте године Савез комуниста Србије трансформисао у Социјалистичку партију Србије (СПС). Део чланства Савеза комуниста Косова, углавном српске и црногорске националности, приступио је СПС и постао део њеног Покрајинског одбора. Од дела чланства Савеза комуниста албанске националности формирана је касније Социјалдемократска партија Косова.

## Историјат

### Деловање КПЈ на Косову и Метохији до 1937.
Након оснивања Социјалистичке радничке партије Југославије (комуниста) (СРПЈк), априла 1919. године, почело се са оснивањем њених покрајинских организација, које су требале да обједине рад месних организација. Покрајински одбор за Стару Србију и Македонију, који је обухватао територију Косова и Метохије, формиран је јануара 1920. године. Исте године у многим местима Косова и Метохије (Пећ, Гњилане, Приштина, Призрен, Косовска Митровица) организована је прослава радничког празника 1. маја на којима је учествовао већи број грађана. Августа 1920. на територији Старе Србије и Македоније одржани су општински избори на којима је Комунистичка партија Југославије (КПЈ) постигла добар резултат, а њени кандидати добили су већину у многим местима укључујући и Ђаковицу. На парламентарним изборима, новембра исте године, кандидати КПЈ су упркос терора власти и ометања предизборне агитације постигли добар резултат и освојили три посланичка мандата — два у призренском и један у рашко-звечанском округу. Како би онемогућио добар резултат комуниста на изборима, владајући режим је на разне начине покушавао да омете њихову предизборну кампању, а најчешће хапшењем партијских активиста. У Ђаковици је крајем новембра ухапшен Зеф Љуш Марку (1885—1920) скопски комуниста који је послат на испомоћ ђаковичкој организацији. Он је убијен од стране полиције у ноћи 2/3. децембра 1920. и сматра се првом жртвом „белог терора” у Југославији.
Почетни успех комуниста заустављен је децембра 1920. доношењем Обзнане и августа 1921. доношењем Закона о заштити државе којим је дефинитивно забрањен рад Комунистичке партије. Након овога дошло је до наглог пада комунистичке активности, која је постала илегална и гашења читаве мреже партијских организација. Како су Косово и Метохија били неразвијен крај, без индустрије, а самим тим и индустријских радника, који су чинили окосницу револуционарног радничког и комунистичког покрета овде је дошло до потпуног замирања комунистичке активности.
До обнављања деловања КПЈ на Косову и Метохији долази почетком 1930-их година, а прекретницу у раду представља активност групе студената-комуниста са Београдског универзитета, иначе колониста родом из Црне Горе, која је почела да делује у Пећ и околним местима. До краја 1935. биле су обновљене партијске организације у Пећи (децембар 1931), Призрену и Приштини (август 1932), Косовској Митровици (август 1935) Ђаковици и Урошевцу.  На појачану активност комуниста утицало је и отварање првих рудника на Косову, почетком 1930-их година, након чега је КПЈ кренула са деловањем међу рударима, посебно у Трепчи, с обзиром да су остали рудници углавном запошљавали сезонске раднике. Комунисти су успели да овладају синдикатима и успешно су маја 1936. организовали штрајк рудара због лоших услова рада.
Партијске организације на Косову биле су повезане са Окружним комитетом КПЈ у Нишу,  док су партијске организације у Метохији, састављене углавном од колониста из Црне Горе, биле повезане са Покрајинским комитетом КПЈ за Црну Гору, који је на својој Седмој покрајинској конференцији августа 1934. променио назив у Покрајински комитет КПЈ за Црну Гору, Боку, Санџак, Косово и Метохију. Убрзо након тога, децембра исте године, формиран је Окружни комитет КПЈ за Пећ, који је деловао у саставу овог Покрајинског комитета. Поред Пећи, овај комитет је деловао на читавој Метохији, обједињавајући рад партијских организација са циљем формирања партијске организације на читавом простору Косова и Метохије. За време полицијске провале у партијску организацију КПЈ у Црној Гори, марта 1936, комунисти из Пећи остали су без везе са Покрајинским комитетом за Црну Гору, па су успоставили везу са Покрајинским комитетом КПЈ за Србију, али је хапшењем неких чланова и ова веза била прекинута. Као најактивнији, комунисти из Пећи су марта 1937. окупили групу од 23 добровољца који су пошли у Шпанију, али је њихов одлазак онемогућен полицијском акцијом и откривањем брода Ла Корс.

### Оснивање Обласног комитета и његов рад до 1941.
Априла 1937. партијске организације на Косову и Метохији обишао је Крсто Попивода, након чега је руководство КПЈ оценило да је потребно формирати Обласни комитет за ову област. Овај задатак поверен је Моми Марковићу, делегату Покрајинског комитета КПЈ за Србију, који је јуна 1937. дошао у Пећ и почео са радом на организовању Прве обласне конференцију КПЈ која је одржана 25. јула 1937. и на којој је формиран Обласни комитет КПЈ за Косово и Метохију чији је секретар био Миладин Поповић. Обласној конференцији присуствовала су 23 делегата из партијских организација Пећи, Косовске Митровице и Ђаковице, од којих су само двојица били Албанци. Тада формирани Обласни комитет налазио се у саставу Покрајинског комитета КПЈ за Црну Гору, Боку, Санџак, Косово и Метохију.
Након формирања Обласног комитета дошло је до организационог јачања партијских организација, а већ у августу 1937. у Ђаковици је одржана Среска партијска конференција на којој је формиран Срески комитет. Појачана активност комуниста на Косову и Метохији одвијала се у време када је у руководство Комунистичке партије Југославије, од стране Коминтерне, именован Јосип Броз Тито, који је августа 1937. именован за генералног секретара КПЈ. Након доласка са робије револуционара Петра Радовића, децембра 1937. извршена је реорганизација Обласног комитета. Пошто је Миладин Поповић због болести морао на лечење у Словенију, Радовић је преузео дужност секретара Обласног комитета. Истог месеца интензивиран је рад на јачању организација Савеза комунистичке омладине Југославије (СКОЈ), па су при Покрајинском комитету за Црну Гору и Обласном комитету КПЈ за Косово и Метохију, по угледу на Централну омладинску комисију при Централном комитету КПЈ, формиране Омладинске комисије са задатком да раде на обнављању и реорганизацији СКОЈ-а. Јула 1939. у Пећи је одржана Прва обласна конференција СКОЈ-а за Косово и Метохију на којој је формиран Обласни комитет СКОЈ.
Спроводећи директиве Седмог конгреса Коминтерне, КП Југославије је од краја 1937. почела да пропагира политику Народног фронта и да ради на стварању ширег антифашистичког фронта у који је окупљала и опозиционе грађанске партије. Директиве о политици Народног фронта на Косово и Метохију донео је Видак Марковић, након чега су одбори Народног фронта формирани у Пећи, Косовској Митровици, Урошевцу и др. Посебна активност Народног фронта испољена је у време парламентарних избора децембра 1938. када је формирана Странка радног народа, која је комунистима омогућила агитацију за време предизборне кампање. Априла 1939. у време италијанске окупације Албанију Обласни комитет КПЈ за Косово и Метохију је издао летак у коме је указао на опасност која прети од фашистичке агресије, а у Пећи и Косовској Митровици су овим поводом организоване демонстрације.
Од обнављања партијске организације на Косову и Метохији, комунисти су активно радили на укључивању албанских маса у комунистички покрет и касније Народни фронт. У овоме су имали мало успеха, с обзиром на неповерење Албанаца, али и њихову економску и политичку заосталост. Године 1940. на Косову и Метохији било је укупно 239 чланова КПЈ, углавном досељеника из Црне Горе, док су само 23 били Албанци. У циљу придобијања албанских маса августа 1939. Студентска омладина Косова и Метохије је штампала летак на српском и албанском језику поводом акције владајућих кругова за исељавање Албанаца у Турску и одузимање њихове земље, а децембра исте године издат је летак у коме је осуђена политика националног угњетавања Албанаца и тражено признавање њихових националних права. Августа 1939. у Ђаковицу су из Албаније дошли комунисти Емин Дураку и Фадиљ Хоџа који су по задатку Скадарске комунистичке групе успоставили везу са Обласним комитетом КПЈ. На овај начин КПЈ се повезала са комунистичким групама у Албанији, а Обласни комитет је добио задатак да одржава ове везе.
Фебруара 1939, на Косово је након изласка са робије дошао искључени члан Политбироа ЦК КПЈ Петко Mилетић, пошто му је породица била колонизована у околини Вучитрна. Он је обилазио партијске организације по Метохији, Црној Гори и Македонији и почео са фракционашким деловањем. Уносећи забуну у партијске редове успео је да створи јача упоришта у партијским организацијама у Пећи, Косовској Митровици и Приштини. Његовој групи приклонио се секретар Обласног комитета Петар Радевић, док су се остали чланови Обласног комитета, предвођени Бором Вукмировићем и Рамизом Садиком, супротставили његовој политици и почели да раде на сузбијању фракционаштва. На сузбијању Милетићеве групе знатно је допринео Миладин Поповић који се августа 1939. вратио са лечења из Словеније. На Другој обласној конференција КПЈ за Косово и Метохију, одржаној крајем септембра 1939. у Витомирици, код Пећи, извршена је реорганизација Обласног комитета из кога су искључене присталице Петка Милетића, а Миладин Поповић је тада поново именован за секретара Обласног комитета. Осуда Милетићеве фракције изречена је и на Седмој покрајинској конференцији КПЈ за Црну Гору, Боку, Санџак, Косово и Метохију одржаној почетком августа у околини Подгорице, на којој су за чланове Покрајинског комитета именовани Боро Вукмировић и Милева Вуковић испред Обласног комитета КПЈ за КиМ.
Активност косметских комуниста није прошла неопажено од стране полиције. Фебруара 1940. у Косовској Митровици ухапшено је седморо истакнутих активиста, који су били упућени у Београд у затвор на Ади Циганлији, где су провели више од три месеца. Хапшења су настављена и у априлу, када су ухапшене групе активиста из Призрена, Приштине и Ђаковице. Обласни комитет КПЈ је 11. маја у Пећи организовао демонстрације против Владе Цветковић-Мачек, током којих је дошло до сукоба са жандармима. Тада је ухапшено више активиста, а њих седморо, међу којима и Миладин Поповић, спроведено је у Београд у затвор Управе града Београда, где су задржани око месец дана. Почетком јула 1940. Космет је посетио Крсто Попивода, делегат ЦК КПЈ при Покрајинском комитету за Црну Гору и том приликом је обишао неколико партијских организација и присуствовао њиховим месним и среским конференцијама. Крајем истог месеца у Витомирици, код Пећи одржана је Друга обласна конференција КПЈ за Косово и Метохију, којој су присуствовали инструктори ЦК КПЈ при Покрајинском комитету Крсто Попивода и Владо Поповић. На Конференцији је формиран нови Обласни комитет, чији је секретар и даље био Миладин Поповић, а као главни задатак постављен је продор у албанске масе и њихово окупљање око политике КПЈ. Делегати Обласног комитета присуствовали су августа 1940. у околини Жабљака Десетој покрајинској конференцији КПЈ за Црну Гору, Боку, Санџак, Косово и Метохију, којој је присуствовао и генерални секретар КПЈ Јосип Броз Тито. Миладин Поповић и Боро Вукмировић су потом у октобру 1940. у Загребу присуствовали Петој земаљској конференцији КПЈ, на којој је донета одлука да се Обласни комитета КПЈ за Косово и Метохију одвоји од Покрајинског комитета КПЈ за Црну Гору, Боку и Санџак и повеже директно са Централним комитетом КПЈ. Децембра 1940. у Пећ је дошао делегат ЦК КПЈ Иван Милутиновић и тада је одржан Пленум Обласног комитета, као и Друга обласна конференција СКОЈ-а.

### Активност КПЈ током Народноослободилачког рата
Марта 1941, након вести од приступању Краљевине Југославије Тројном пакту, а потом и вести о војном пучу, обарању Владе Цветковић-Мачек и свргавању кнеза-намесника Павла Карађорђевића, у више места Косова и Метохије избиле су манифестације подршке војном пучу. Узвикујући пароле Боље гроб него роб, Живела независна Југославија, Бранићемо земљу, Војска с народом и сл, грађани Приштине, Ђаковице, Призрена, Косовске Митровице, Урошевца, Гњилана протествовали су против приступања Тројном пакту и давали подршку војсци, која је извршила пуч. Најмасовније манифестације биле су у Пећи, где се окупило око 10.000 грађана из Пећи и околине. Прилику за јавно обраћањем грађанима, искористили су и комунисти па су на демонстрацијама у Пећи говорили Боро Вукмировић и Павле Јовићевић истичући да није завршена борба против профашистичке Владе и да широке народне масе треба да се изборе за слободу и демократска права. Убрзо потом Обласни комитет КПЈ за Косово и Метохију позвао је чланове и симпатизер КПЈ да се укључе у одбрану земље и добровољно пријаве у војску. Свима је саветовано да се јаве у 56. пешадијски пук у Ђаковици.
Брзим продором немачке Девете оклопне дивизије, из правца Бугарске, априла 1941. окупиран је читав простор Косова и Метохије, који је потом подељен на италијанску, немачку и бугарску окупациону зону — Немци су окупирали северни део Косова, а Бугари југоисточни, док су Италијани заузели средишњи део Косова и читаву Метохију, након чега су их припојили Великој Албанији. Окупационе трупе су се представиле као „ослободиоци” Албанаца, након чега је дошло до стварања албанских квислиншких одреда који су одмах почели са нападима на насеља у којима су живели колонисти. Услед новонасталог терора, првих месеци окупације велики број колониста са Косова и Метохије се иселио у Црну Гору и Србију. Заједно са њима отишла је скоро половина, од укупно 300 чланова КПЈ, што је знатно ослабило партијске организације у Ђаковици, Пећи, Призрену и Истоку. На основу информације да окупатор припрема хапшење свих познатих комуниста, чланови Обласног комитета КПЈ су почетком маја 1941. из Метохије прешли у Црну Гору, а дужности Обласног комитета привремено је обављало руководство на челу са Рамизом Садиком. Након пар недеља, на интервенцију Централног комитета КПЈ, чланови Обласног комитета су се вратили у Метохију, а секретар ОК Миладин Поповић отишао је у Београд, где се упознао са директивама ЦК КПЈ донетим на Мајском саветовању. На основу директива, партијска организација на Косову и Метохији наставила је са организационим и политичким радом, окупљајући и организујући масе, објашњавајући политичко стање у земљи и свету и вршећи припреме за оружану борбу.
Након немачког напада на Совјетски Савез, крајем јуна 1941, Обласни комитет је упутио Проглас народима Косова и Метохије у коме их је позвао на борбу против окупатора. Почетком јула одржан је састанак Обласног комитета на коме је разматрана новонастала политичка ситуација и формиран Војни комитет, са задатком да ради на формирању диверзантских група и партизанских одреда. Приликом одласка у Црну Гору, средином јула 1941, у Рожају је ухапшен Миладин Поповић и потом интерниран у логор у Албанији, што је знатно омело даљи рад на организовању ослободилачке борбе. Група рудара из Трепче, коју је раније организовао, извршила је у ноћи 30/31. јула минирање рудничке жичаре, што је била прва оружана акција изведена на Косову и Метохији. Након акције, рудари су се пробили на Копаоник, где су се прикључили Копаоничком партизанском одреду. Августа 1941. одржано је саветовање Обласног комитета КПЈ, чији је секретар постао Боро Вукмировић, на коме су констатоване одређене слабости у раду партијске организације и постављени задаци за даљи рад, као и упућен Проглас. Обласни комитет је тада, ради успостављања везе са ЦК КПЈ преко Покрајинског комитета КПЈ за Црну Гору, две групе из Пећи и Витомирице упутио у Црну Гору. Оне су успеле да успоставе везу, али су у одласку и повратку у сукобима са окупаторима и квислинзима изгубиле 19 чланова. Септембра 1941. у Пећи је одржан састанак на коме је формиран Штаб Метохијског партизанског одреда, чији је командант био Петар Брајовић, а политички комесар Боро Вукмировић. Децембра 1941. одржане су партијске конференције у Призрену, Приштини и Ђаковици на којим су формирани Месни комитети КПЈ.
Након окупације, априла 1941. поново је успостављена веза Обласног комитета са комунистичким групама из Албаније (Скадарска група и Група младих). У току маја на Косово и Метохију је дошла група од 15 албанских комуниста (пореклом са КиМ), која се одмах укључила у рад КПЈ са задатком да код албанских маса политички ради на разбијању илузија да је италијански окупатор њихов ослободилац. Њихов рад био је успешан посебно у Ђаковици, Призрену, Пећи и Косовској Митровици. Агитацијом код становништва, крајем јула 1941. спречена је група албанских вулнетара из Ђаковице да иде у Црну Гору, како би учествовала у гашењу Тринаестојулског устанка. Октобра 1941. у Приштини су организоване демонстрације ученика приштинске гимназије, а крајем новембра 1941. у Ђаковици и Призрену су организоване масовне антифашистичке демонстрације. Половином октобра у Витомирици, код Пећи је организован састанак са представницима комунистичких група из Албаније, на коме се дискутовало о сарадњи и уједињавању комунистичких група и формирању јединствене комунистичке партије. На захтев албанских комуниста, Обласни комитет КПЈ је тада Душана Мугошу упутио у Албанију, како би заједно са Миладином Поповићем, кога су албански комунисти ослободили из затвора, радио као делегат КПЈ. Убрзо потом, они су у Тирани почетком новембра 1941. организовали оснивачки састанак Комунистичке партије Албаније, што је био значајан корак у даљем организовању Народноослободилачке борбе у Албанији.

### Послератни период
Као и друге републичке и покрајинске организације, и СК Косова је захваљујући процесима децентрализације од средине 1960-их година стекао аутономију у односу на водство Партије у Београду. Тада су Савезом комуниста Косова почели доминирати локални кадрови албанске националности који су се залагали за што већу аутономију Косова у оквиру Југославије. Ти су захтеви испуњени Уставом из 1974. којим је Косово де факто стекло статус федералне јединице, иако формално у саставу СР Србије. Савез комуниста Косова је тада у СКЈ уживао сличан ономе какав је уживала покрајина у Федерацији.
Крајем 1980-их година, Савез комуниста Србије под Слободаном Милошевићем покренуо је кампању, с циљем да се ограничи аутономија Косова, а чему се руководство СК Косова оштро супротстављало. То је довело до сукоба који је завршен када су почетком 1989. године под претњом војске и милиције челници СК Косова присиљени на оставку, а руководства су преузеле присталице Слободана Милошевића.
Године 1990. Савез комуниста Косова се заједно са СК Војводине утопио у нову Социјалистичку партију Србије.
Поред апсолутне власти, коју је имао на територији САП Косова, Савез комуниста Косова је у периоду до половине 1960-их година, имао своје представнике и у руководству СК Србије и СР Србије и руководству СФР Југославије и СК Југославије — Али Шукрија је од 26. јун 1984. до 25. јун 1985. био председник Председништва ЦК СКЈ, а Синан Хасани од 16. мај 1986. до 16. мај 1987. председник Председништва СФРЈ.

## Конференције
- Прва обласна конференција КПЈ за Косово и Метохију — одржана 25. јула 1937. у Пећи[17]
- Друга обласна конференција КПЈ за Косово и Метохију — одржана крајем септембра 1939. у Витомирици, код Пећи[47]
- Трећа обласна конференција КПЈ за Косово и Метохију — одржана крајем марта 1945. у Приштини
- Четврта обласна конференција КП Србије за Косово и Метохију — одржана од 20. до 22. децембра 1948.
- Пета обласна конференција КП Србије за Косово и Метохију — одржана 16. и 17. априла 1951. у Приштини
- Шеста обласна конференција СК Србије за Косово и Метохију — одржана од 29 до 31. маја 1953. у Приштини[48]
- Седма обласна конференција СК Србије за Косово и Метохију — одржана 22. и 23. јуна 1956. у Приштини[49]
- Осма обласна конференција СК Србије за Косово и Метохију — одржана од 13. до 15. априла 1959. у Приштини[50]
- Девета покрајинска конференција СК Србије за Косово и Метохију — одржана од 14. до 16. јун 1965. у Приштини[51]
- Десета покрајинска конференција СК Србије за Косово и Метохију — одржана 14. и 15. новембра 1968. у Приштини[52]
- Једанаеста покрајинска конференција Савеза комуниста Косова — одржана 29. и 30. марта 1974. у Приштини[53]
- Дванаеста покрајинска конференција конференција Савеза комуниста Косова — одржана 11. и 12. маја 1978. у Приштини[54]
- Тринаеста покрајинска конференција конференција Савеза комуниста Косова — одржана 25. и 26. априла 1982. у Приштини
- Четрнаеста покрајинска конференција конференција Савеза комуниста Косова — одржана од 28. до 29. априла 1986. у Приштини[55][56]
- Петнаеста покрајинска конференција конференција Савеза комуниста Косова — одржана 21. јануара 1989. у Приштини
- Шеснаеста покрајинска конференција конференција Савеза комуниста Косова — одржана 12. октобра 1990. у Приштини

## Лидери СК Косова
| Преглед руководећих личности Обласног и Покрајинског комитета КПЈ/КПС за Косово и Метохију и Савеза комуниста Косова од 1937. до 1990. | Преглед руководећих личности Обласног и Покрајинског комитета КПЈ/КПС за Косово и Метохију и Савеза комуниста Косова од 1937. до 1990. | Преглед руководећих личности Обласног и Покрајинског комитета КПЈ/КПС за Косово и Метохију и Савеза комуниста Косова од 1937. до 1990. | Преглед руководећих личности Обласног и Покрајинског комитета КПЈ/КПС за Косово и Метохију и Савеза комуниста Косова од 1937. до 1990. | Преглед руководећих личности Обласног и Покрајинског комитета КПЈ/КПС за Косово и Метохију и Савеза комуниста Косова од 1937. до 1990. | Преглед руководећих личности Обласног и Покрајинског комитета КПЈ/КПС за Косово и Метохију и Савеза комуниста Косова од 1937. до 1990. |
| период | број | име и презиме | назив функције | назив функције | напомена |
| период | број | име и презиме | почетак мандата | крај мандата | напомена |
| --- | --- | --- | --- | --- | --- |
| 1 конференција 1937—1939. | 1 | Миладин Поповић | секретар Обласног комитета 1945—1965.                                                                                                  | секретар Обласног комитета 1945—1965.                                                                                                  | |
| 1 конференција 1937—1939. | 1 | Миладин Поповић | јул 1937. | децембар 1937. | |
| 1 конференција 1937—1939. | 2 | Петар Радовић | децембар 1937. | август 1939. | |
| 2 конференција 1939—1945. | 3 | Миладин Поповић | септембар 1939. | јул 1941. | |
| 2 конференција 1939—1945. | 4 | Боро Вукмировић | јул 1941. | април 1943. | |
| 2 конференција 1939—1945. | 5 | Павле Јовићевић | април 1943. | 15. октобар 1944. | |
| 2 конференција 1939—1945. | 6 | Миладин Поповић | 15. октобар 1944. | 13. март 1945. | убијен на дужности |
| 3 конференција 1945—1948. | 7 | Ђорђије Пајковић | 23. март 1945. | 22. децембар 1948. | |
| 4 конференција 1948—1951. | 7 | Ђорђије Пајковић | 22. децембар 1948. | 17. април 1951. | |
| 5 конференција 1951—1953. | 7 | Ђорђије Пајковић | 17. април 1951. | 31. мај 1953. | |
| 6 конференција 1953—1956. | 7 | Ђорђије Пајковић | 31. мај 1953. | 10. фебруар 1956. | |
| 6 конференција 1953—1956. | 8 | Душан Мугоша | 10. фебруар 1956. | 23. јун 1956. | |
| 7 конференција 1956—1959. | 8 | Душан Мугоша | 23. јун 1956. | 15. април 1959. | |
| 8 конференција 1959—1965. | 8 | Душан Мугоша | 15. април 1959. | 16. јун 1965. | |
| 9 конференција 1965—1968. | 9 | Вели Дева | секретар Покрајинског комитета 1965—1968.                                                                                              | секретар Покрајинског комитета 1965—1968.                                                                                              | |
| 9 конференција 1965—1968. | 9 | Вели Дева | 16. јун 1965. | 15. новембар 1968. | |
| 10 конференција 1968—1974. | 9 | Вели Дева | председник Покрајинског комитета 1968—1982.                                                                                            | председник Покрајинског комитета 1968—1982.                                                                                            | |
| 10 конференција 1968—1974. | 9 | Вели Дева | 15. новембар 1968. | 28. јун 1971. | |
| 10 конференција 1968—1974. | 10 | Махмут Бакали | 28. јун 1971. | 30. март 1974. | |
| 11 конференција 1974—1978. | 10 | Махмут Бакали | 30. март 1974. | 12. мај 1978. | |
| 12 конференција 1978—1982. | 10 | Махмут Бакали | 12. мај 1978. | 5. мај 1981. | поднео оставку |
| 12 конференција 1978—1982. | 11 | Вели Дева | 5. мај 1981. | 26. април 1982. | |
| 13 конференција 1982—1986. | 12 | Синан Хасани | председник Председништва Покрајинског комитета 1982—1990.                                                                              | председник Председништва Покрајинског комитета 1982—1990.                                                                              | |
| 13 конференција 1982—1986. | 12 | Синан Хасани | 26. април 1982. | 27. април 1983. | |
| 13 конференција 1982—1986. | 13 | Иљаз Куртеши | 27. април 1983. | 27. април 1984. | |
| 13 конференција 1982—1986. | 14 | Светислав Долашевић | 27. април 1984. | 29. април 1985. | |
| 13 конференција 1982—1986. | 15 | Кољ Широка | 29. април 1985. | 29. април 1986. | |
| 14 конференција 1986—1989. | 16 | Азем Власи | 29. април 1986. | 27. април 1988. | |
| 14 конференција 1986—1989. | 17 | Каћуша Јашари | 27. април 1988. | 18. новембар 1988. | поднела оставку |
| 14 конференција 1986—1989. | 18 | Ремзи Кољгеци | 18. новембар 1988. | 27. јануар 1989. | вршилац дужности |
| 15 конференција 1989—1990. | 19 | Рахман Морина | 27. јануар 1989. | 12. октобар 1990. | преминуо на функцији |